# Dienten
Dienten am Hochkönig is een gemeente in de Oostenrijkse deelstaat Salzburger Land, en maakt deel uit van het district Zell am See.
Dienten am Hochkönig telt 805 inwoners.

## Geboren
- Sepp Haider (1953), rallyrijder

Bramberg am Wildkogel ·
Bruck an der Großglocknerstraße ·
Dienten ·
Fusch an der Großglocknerstraße ·
Hollersbach im Pinzgau ·
Kaprun ·
Krimml ·
Lend ·
Leogang ·
Lofer ·
Maishofen ·
Maria Alm ·
Mittersill ·
Neukirchen am Großvenediger ·
Niedernsill ·
Piesendorf ·
Rauris ·
Saalbach-Hinterglemm ·
Saalfelden ·
St. Martin bei Lofer ·
Stuhlfelden ·
Taxenbach ·
Unken ·
Uttendorf ·
Viehhofen ·
Wald im Pinzgau ·
Weißbach bei Lofer ·
Zell am See
- Gemeinsame Normdatei: 4245245-4
- Library of Congress Control Number: n78026433
- Nationale Bibliotheek van Israël: 987007561954605171
- Virtual International Authority File: 158255295
- WorldCat: E39PBJbM74CtRvRfXKWXXG9bh3